# Le Val-d’Ajol
Le Val-d’Ajol ist eine französische Gemeinde mit 3873 Einwohnern (Stand 1. Januar 2022) im Département Vosges in der Region Grand Est (bis 2015 Lothringen). Sie gehört zum Arrondissement Épinal und ist Sitz des bei der Kantonsreform 2015 neu geschaffenen Kantons Le Val-d’Ajol (zuvor Plombières-les-Bains).

## Geografie
Die Gemeinde Le Val-d’Ajol liegt am Rand der südwestlichen Vogesen, etwa auf halbem Weg zwischen den Städten Remiremont und Luxeuil-les-Bains, großräumiger gesehen zwischen Épinal, Belfort und Vesoul.
Mit 73,33 km² ist Le Val-d’Ajol die nach Fläche größte der 515 Gemeinden des Départements. Das Gemeindegebiet grenzt im Westen, im Süden und im Osten an die Region Franche-Comté und umfasst ein 500 bis 760 Meter hoch gelegenes Bergland, das vom tief eingeschnittenen Tal der Combeauté unterbrochen wird. Die Combeauté entwässert über die Sémouse, die Lanterne und die Saône zur Rhône und damit zum Mittelmeer, während die nordöstliche Gemeindegrenze die Europäische Hauptwasserscheide zu Mosel und Rhein bildet.
Wälder bedecken etwa 40 % des Gemeindegebietes, insbesondere im Nordosten und Südosten (Forêt d’Hérival) sowie am westlichen Combeauté-Steilhang (Bois du Chanot). Die landwirtschaftlichen Nutzflächen bestehen in den Tälern aus Äckern, in höheren Lagen aus Weideland.
Das Gemeindegebiet hat außerhalb des Kernortes einen sehr aufgelockerten Siedlungscharakter. Zur Gemeinde gehören die Dörfer und Weiler Courupt, Faymont, Hamanxard, Hérival, La Battelieule, La Croisette, La Feuillée Dorothée, La Gailland, Larrière, La Ville, Le Hariol, Le Petit Moulin, Le Pré Bosson, Le Roulier, Olichamp und Rapaumont. Zu den zahlreichen Bergbauernhöfen kommen viele zum Teil einzeln stehende Ferienhäuser.
Nachbargemeinden von Le Val-d’Ajol sind Saint-Nabord im Norden, Remiremont und Saint-Étienne-lès-Remiremont im Nordosten, Girmont-Val-d’Ajol im Osten, La Longine im Südosten, Saint-Bresson im Süden, Fougerolles-Saint-Valbert mit Fougerolles im Westen sowie Plombières-les-Bains im Nordwesten.

## Geschichte
Bedeutsam war für die Umgebung das Prieuré d’Hérival, ein Priorat, das um 1080 errichtet und 1800 zerstört wurde. Nur das Gästehaus des Priorates ist heute noch erhalten. Hérival sowie das heutige Gebiet der Gemeinde gehörte zum Einflussgebiet des Kapitels Remiremont. Der Ort Herival gehörte bis 1832 zu Girmont-Val-d’Ajol, ehe er Le Val-d’Ajol zugeschlagen wurde.
Vier Jahre vor Ende des Dreißigjährigen Kriegs (1618–1648) wurde Le Val-d’Ajol von den Truppen Turennes verwüstet. Seit 1697 gehört die Gemeinde endgültig zu Lothringen. Sie war bis zur Französischen Revolution Teil der Vogtei von Remiremont.
Die Kirche Unserer Lieben Frau Himmelfahrt (Notre-Dame de l’Assomption) mit einer Marienstatue am Hauptportal entstand 1735 anstelle einer Vorgängerkirche. Die Pfarrgemeinde im Val d'Ajol war lange Zeit dem Dekanat in Luxeuil der Diözese Besançon angeschlossen, ehe sie im Jahr 2000 zur Diözese Saint-Dié kam.
Das Schulgebäude (L’école Sainte-Marie) wurde 1896 errichtet.
1881 bekam die Gemeinde einen Eisenbahnanschluss. Die Strecke führte über 16,7 Kilometer von Corbenay bis zur Endstation im Ortsteil Faymont. 1949 wurde der Personenverkehr eingestellt, seit 1991 wurde der gesamte Betrieb stillgelegt. Die Gleise sind abmontiert und teilweise durch neu angelegte Radwege ersetzt worden. An den ehemaligen Bahnhof von Le Val-d’Ajol erinnert noch der Straßenname Avenue de la Gare.

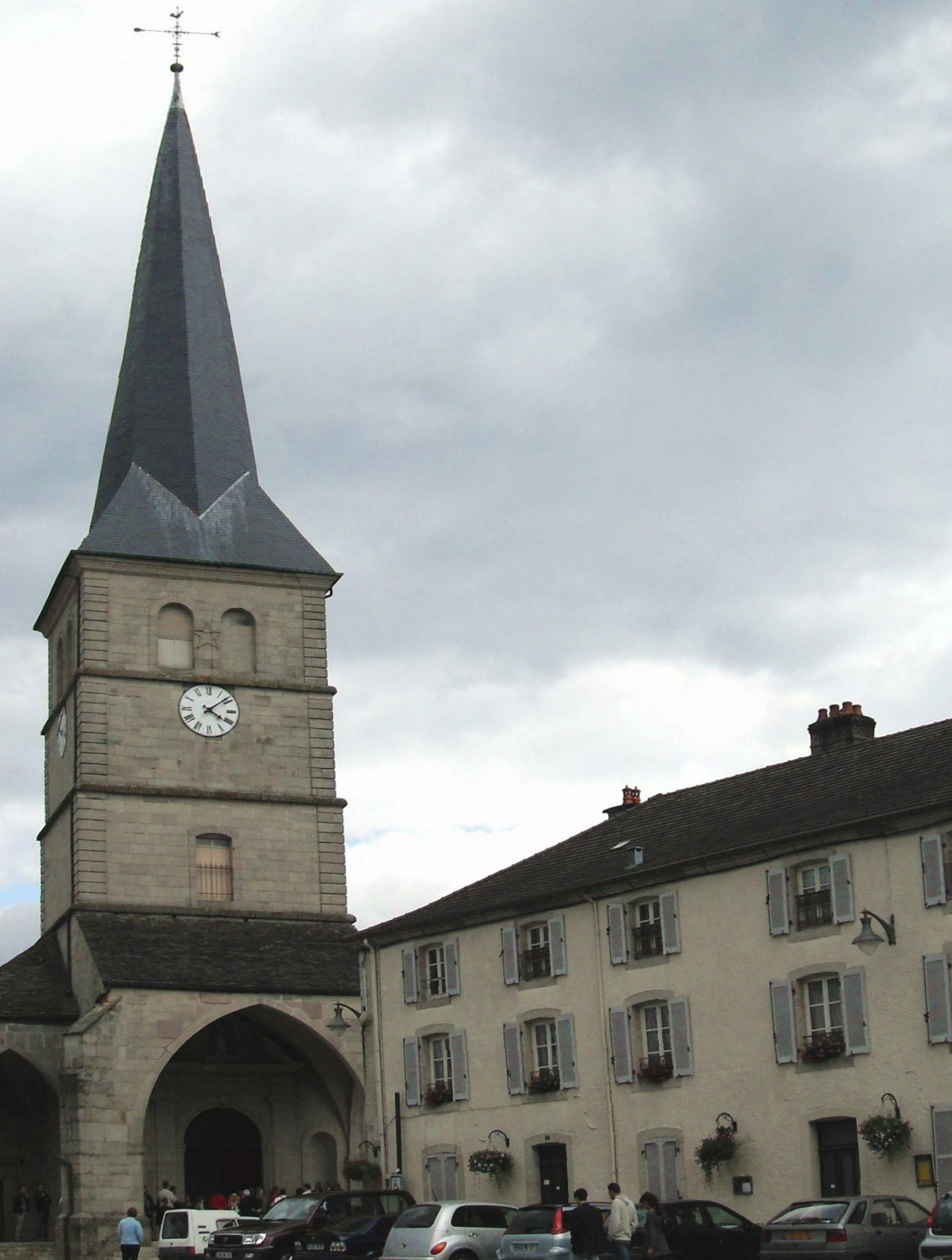
Kirche Notre-Dame de l’Assomption

### Bevölkerungsentwicklung
| Jahr      | 1962 | 1968 | 1975 | 1982 | 1990 | 1999 | 2007 | 2017 |
| Einwohner | 5380 | 5802 | 5573 | 5229 | 4877 | 4452 | 4138 | 3871 |

Le Val-d’Ajol war von der Mitte des 19. bis Anfang des 20. Jahrhunderts mit über 7000 Einwohnern nach Épinal und Saint-Dié-des-Vosges die drittgrößte Gemeinde im Département Vosges. Der Abwärtstrend der Bevölkerungsentwicklung hält bis heute unvermindert an.

## Sehenswürdigkeiten
- Kirche Notre-Dame de l’Assomption (Monument historique)[1]
- Kapelle Saint-Pierre Fourier im Weiler Le Motiron
- Kapelle Mathiot im Weiler Adelfe
- Cascade de Faymont (Wasserfall)
- Croix de Larrière, Flurkreuz, Monument historique

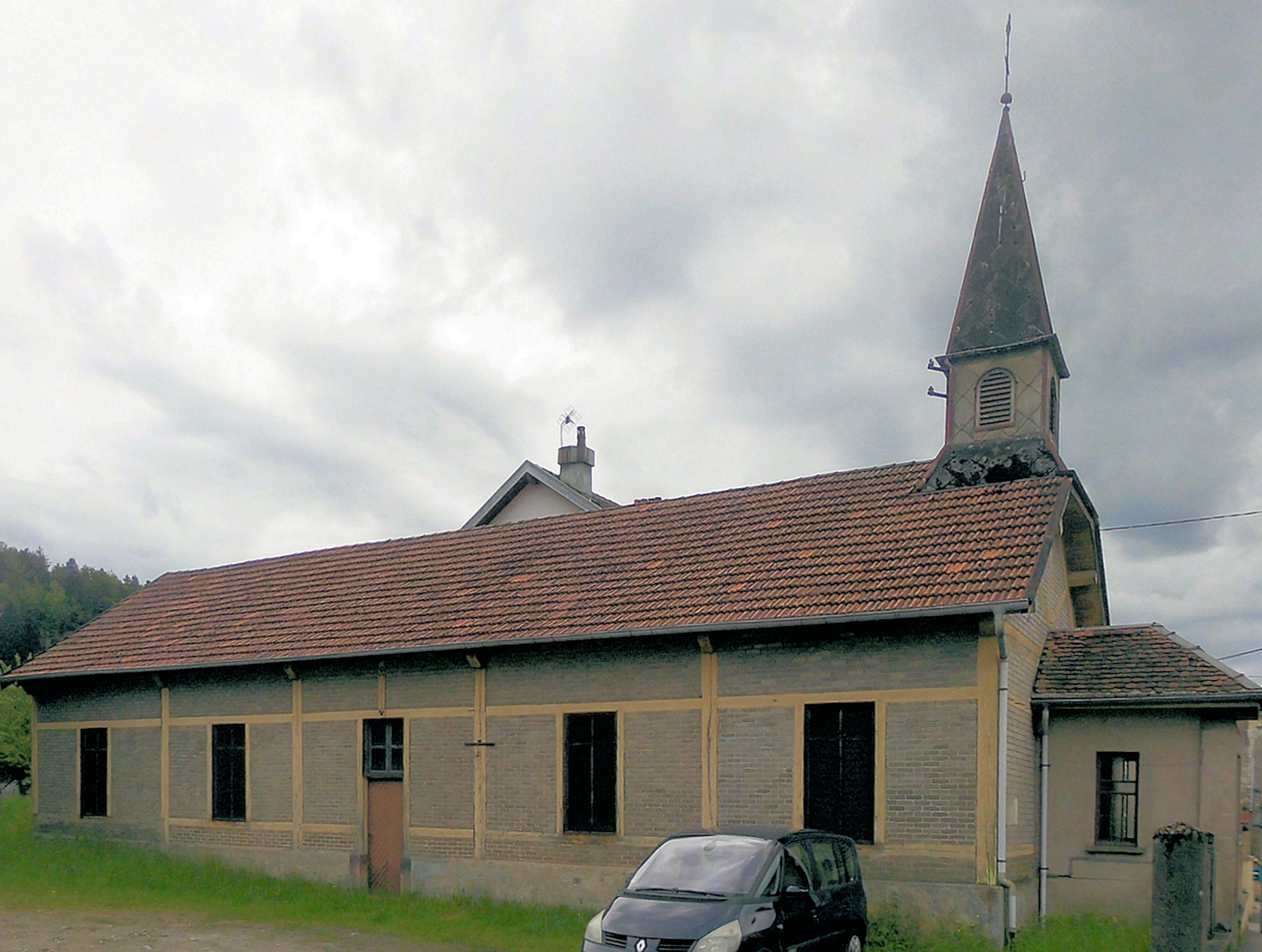
Kirche im Ortsteil Faymont
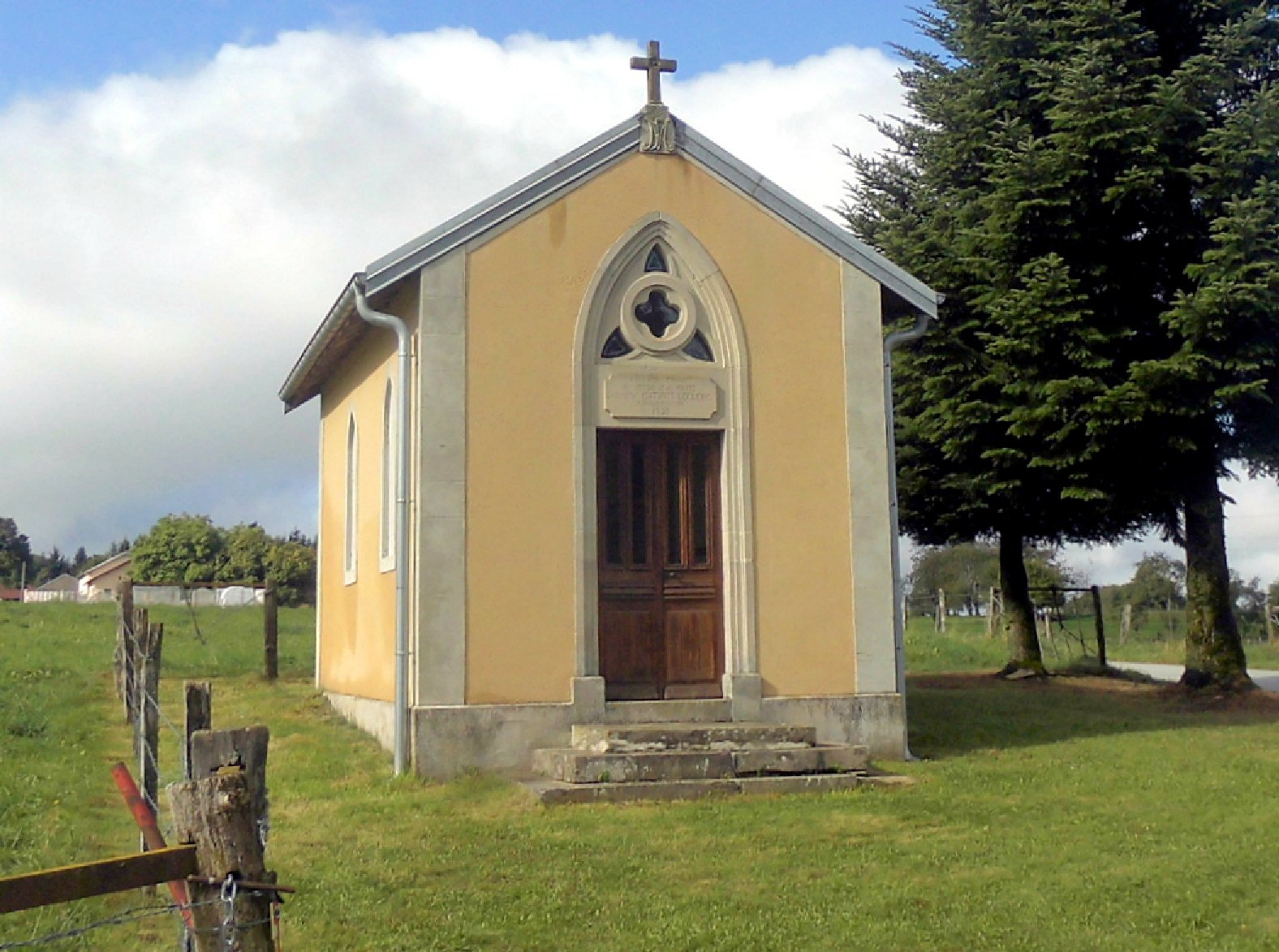
Kapelle Mathiot
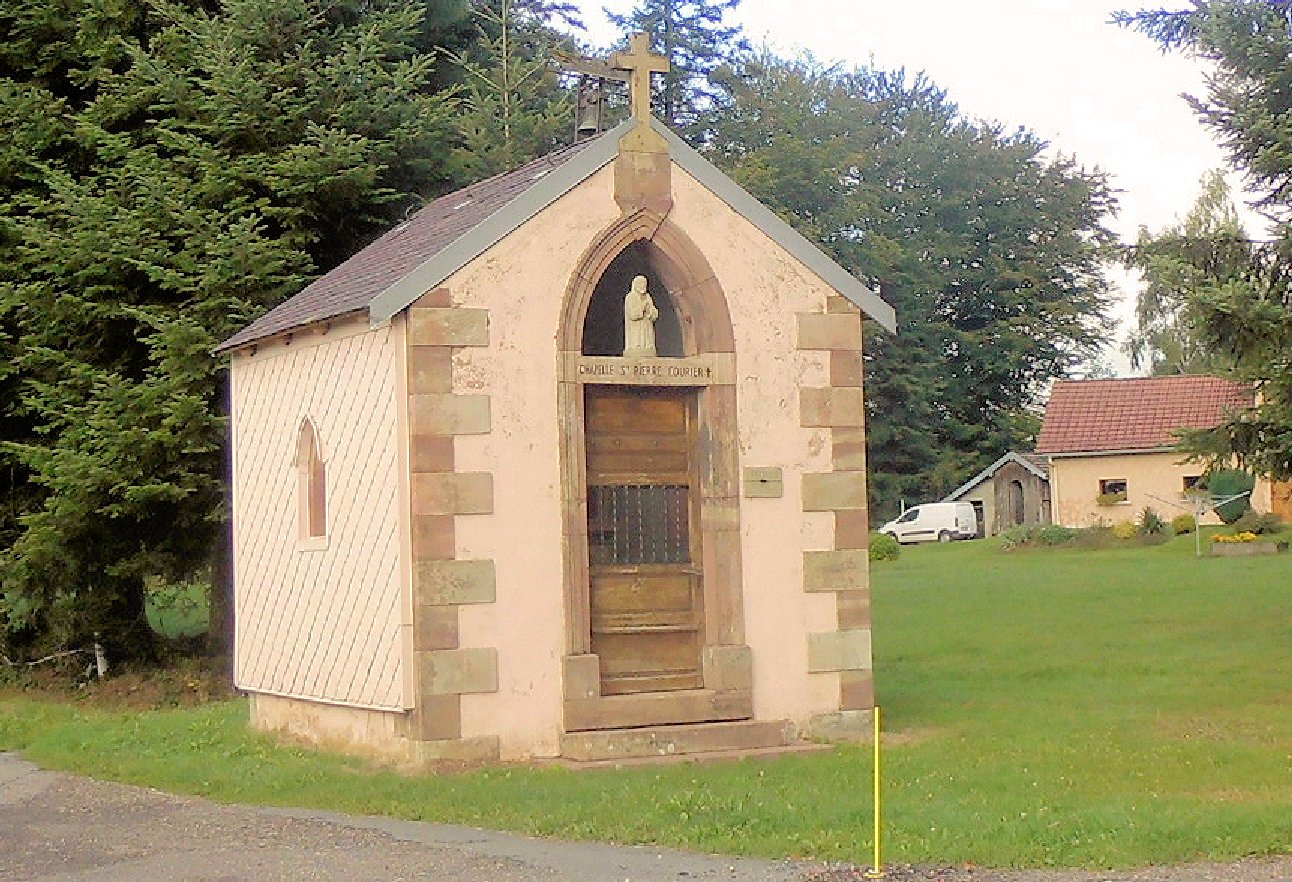
Kapelle Saint-Pierre Fourier
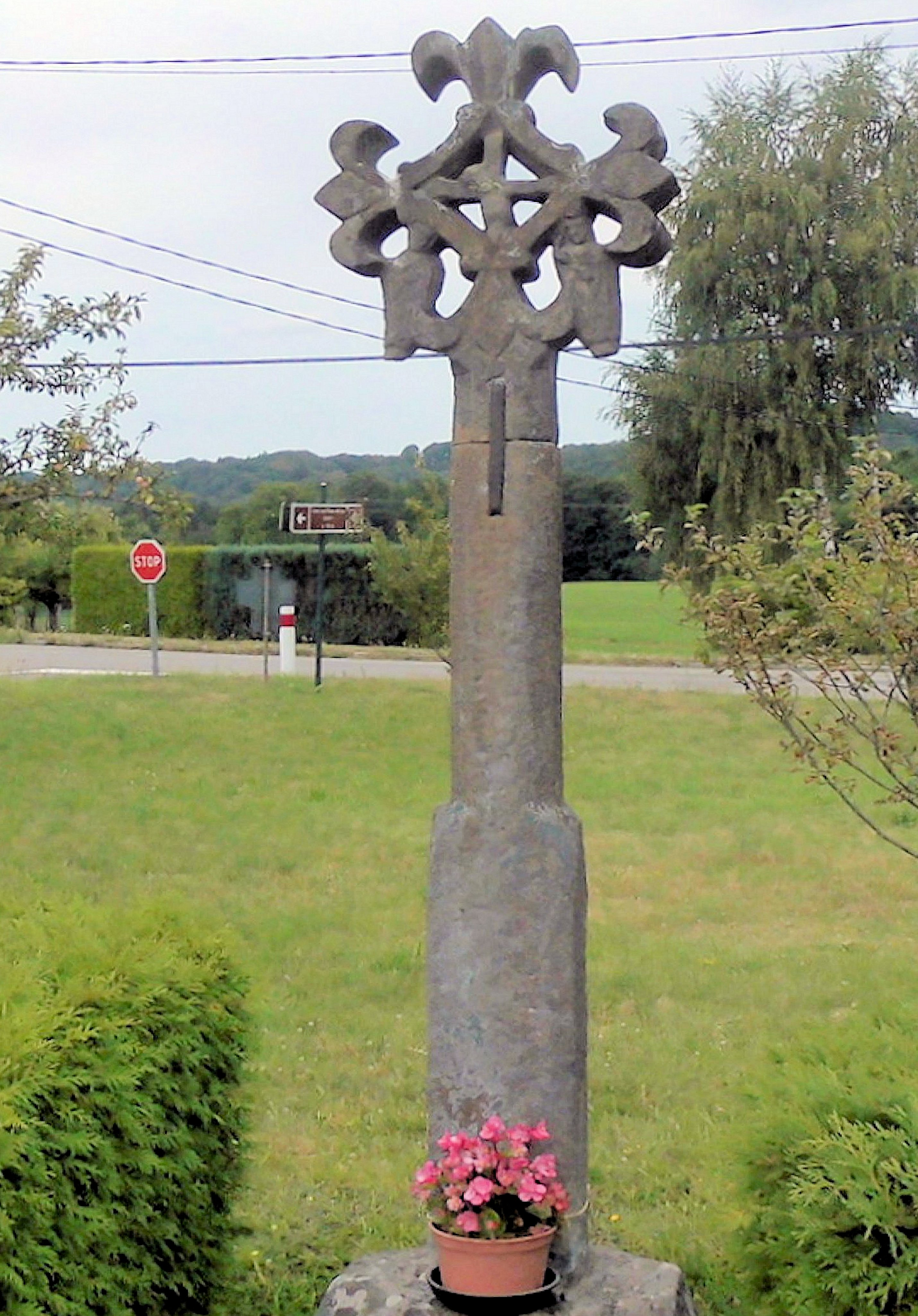
Croix de Larrière
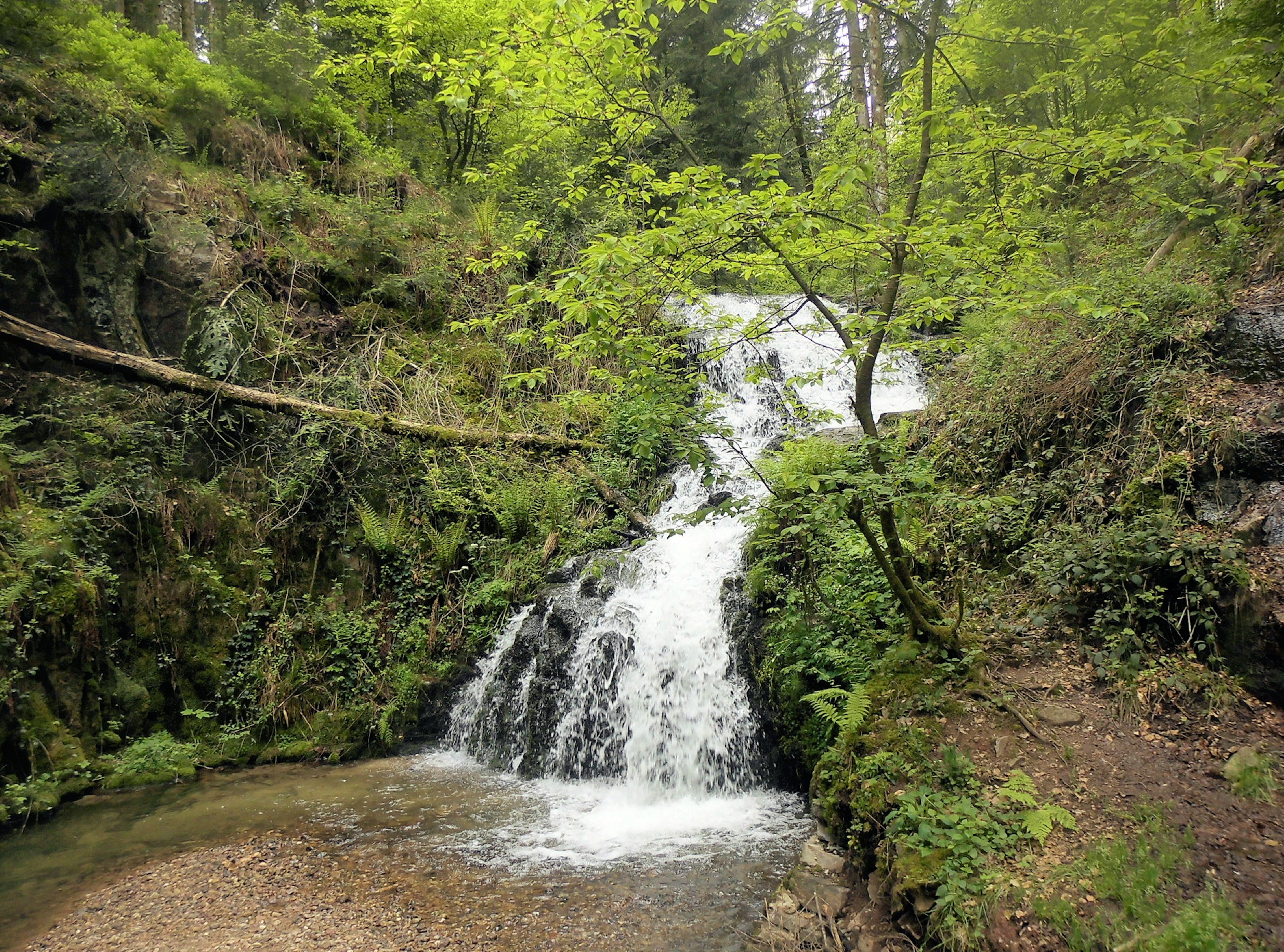
Wasserfall „Cascade de Faymont“

## Wirtschaft und Infrastruktur
In Le Val-d’Ajol sind zahlreiche Handwerks- und Dienstleistungsbetriebe ansässig. An der RN 57 wurde das Gewerbegebiet Z.I. La Croisette eingerichtet. Ein Teil der Einwohner ist im Tourismusgewerbe tätig, einige Erwerbstätige pendeln in die Nachbargemeinden.
Im Gebiet von Le Val-d’Ajol sind zahlreiche Wanderwege sowie eine Mountainbike-Strecke ausgewiesen, im Winter werden Loipen gespurt. Neben zahlreichen Ferienhäusern gibt es in der Gemeinde mehrere Hotels, Gastwirtschaften und Pensionen.

### Verkehrsanbindung
Durch den Westen des Gemeindegebietes führt die teilweise zweistreifig ausgebaute Route nationale 57 von Épinal nach Besançon (Teil der Europastraße 23 von Metz nach Lausanne). Die Hauptstraße durch den Ort Le Val-d’Ajol verläuft entlang des Combeauté-Tales von Remiremont nach Fougerolles. Weitere Straßenverbindungen führen in die Nachbargemeinden Girmont-Val-d’Ajol und Plombières-les-Bains.

## Persönlichkeiten
- Aimé Duval (1918–1984), Komponist und Chansonier
- Hervé Collot (1932–2025), Fußballspieler und -trainer
- Dominique Arnould (* 1966), Radprofi, Cyclocross-Weltmeister im Jahr 1993, Etappensieger bei der Tour de France 1992

## Belege
1. ↑  Église Notre-Dame-de-l’Assomption in der Base Mérimée des französischen Kulturministeriums (französisch)